# Tonalapa, Atlixtac
Tonalapa är en ort i Mexiko.   Den ligger i kommunen Atlixtac och delstaten Guerrero, i den sydöstra delen av landet, 240 km söder om huvudstaden Mexico City. Tonalapa ligger 1 548 meter över havet och antalet invånare är 644.
Terrängen runt Tonalapa är varierad. Runt Tonalapa är det ganska glesbefolkat, med 42 invånare per kvadratkilometer. Närmaste större samhälle är Acatepec, 4,6 km öster om Tonalapa. I omgivningarna runt Tonalapa växer huvudsakligen savannskog.